# Tabriz Petrochemical CCN Team
El Tabriz Petrochemical CCN Team (codi UCI: TPT) va ser un equip ciclista professional iranià, de categoria Continental. Creat al 2008, va guanyar sis cops la classificació per equips de l'UCI Àsia Tour

## Principals resultats
- Umm Al Quwain Race: Hossein Askari (2008)
- Taftan Tour: Hossein Nateghi (2008)
- Tour de Java oriental: Ghader Mizbani (2008, 2014), Andrei Mizúrov (2009), Hossein Alizadeh (2010), Hossein Jahanbanian (2011)
- International Presidency Tour: Ahad Kazemi (2008), Ghader Mizbani (2009), Hossein Askari (2010)
- Tour de l'Iran: Hossein Askari (2008), Ahad Kazemi (2009), Ghader Mizbani (2010, 2013, 2014), Mahdi Sohrabi (2011), Samad Poor Seiedi (2015)
- Milad De Nour Tour: Ahad Kazemi (2008), Mahdi Sohrabi (2009), Ghader Mizbani (2011)
- Kerman Tour: Ghader Mizbani (2008), Mahdi Sohrabi (2011)
- Volta a Indonèsia: Ghader Mizbani (2008), Mahdi Sohrabi (2009)
- Volta al Singkarak: Ghader Mizbani (2009, 2010, 2013)
- Volta al llac Qinghai: Andrei Mizúrov (2009), Hossein Askari (2010), Hossein Alizadeh (2012), Samad Poor Seiedi (2013)
- Tour de Kumano: Andrei Mizúrov (2010)
- Jelajah Malaysia: Mahdi Sohrabi (2011)
- Tour de Taiwan: Markus Eibegger (2011), Samad Poor Seiedi (2015)
- Tour de Tailàndia: Tobias Erler (2011)
- Volta al llac Taihu: Borís Xpilévski (2011)
- Tour de Brunei: Hossein Askari (2012)
- Tour de les Filipines: Ghader Mizbani (2013)
- Tour de Borneo: Ghader Mizbani (2013)
- Tour de l'Ijen: Samad Poor Seiedi (2013)
- Tour de Langkawi: Samad Poor Seiedi (2014)
- Volta al Japó: Samad Poor Seiedi (2014, 2015)
- Tour de Fuzhou: Samad Poor Seiedi (2014)

### Grans Voltes
- Tour de França
  - 0 participacions

- Giro d'Itàlia
  - 0 participacions

- Volta a Espanya
  - 0 participacions

## Classificacions UCI
A partir del 2008 l'equip participa en les proves dels circuits continentals, especialment a l'UCI Àsia Tour.
UCI Àfrica Tour
| Temporada | Classificació per equips | Millor ciclista en la classificació individual |
| --------- | ------------------------ | ---------------------------------------------- |
| 2010      | 10è                      | Borís Xpilévski (49è)                          |

UCI Amèrica Tour
| Temporada | Classificació per equips | Millor ciclista en la classificació individual |
| --------- | ------------------------ | ---------------------------------------------- |
| 2010      | 22è                      | Andrei Mizúrov (112è)                          |

UCI Àsia Tour
| Temporada | Classificació per equips | Millor ciclista en la classificació individual |
| --------- | ------------------------ | ---------------------------------------------- |
| 2008      | 1r                       | Hossein Askari (1r)                            |
| 2009      | 1r                       | Ghader Mizbani (1r)                            |
| 2010      | 1r                       | Mahdi Sohrabi (1r)                             |
| 2011      | 1r                       | Mahdi Sohrabi (1r)                             |
| 2012      | 2n                       | Hossein Alizadeh (1r)                          |
| 2013      | 1r                       | Ghader Mizbani (3r)                            |
| 2014      | 1r                       | Samad Poor Seiedi (1r)                         |
| 2015      | 3r                       | Samad Poor Seiedi (1r)                         |
| 2016      | 41è                      | Mehdi Rajabi (114è)                            |

UCI Europa Tour
| Temporada | Classificació per equips | Millor ciclista en la classificació individual |
| --------- | ------------------------ | ---------------------------------------------- |
| 2009      | 121è                     | Ghader Mizbani (910è)                          |
| 2010      | 103è                     | Borís Xpilévski (667è)                         |
| 2011      | 100è                     | Markus Eibegger (622è)                         |
| 2015      | 132è                     | Karim Khorrami (1173è)                         |